# 斯特兰贾公社
斯特兰贾公社（羅馬化：Strandzhanska komuna），又称斯特兰贾共和国（Странджанска република）是一个位于东色雷斯的短暂存在的无政府主义公社。它于1903年由马其顿内部阿德里安堡革命组织的起义者在奥斯曼帝国阿德里安堡省宣布成立，当时正值普雷奥布拉赫尼耶起义。